# ケイソン・ギャバード
ケイソン・ギャバード（Kason Ronald Gabbard、1982年4月8日 - ）は、アメリカ合衆国のオハイオ州出身の元プロ野球選手（投手）。左投左打。

## 経歴

### プロ入りとレッドソックス時代
2000年6月5日、ドラフト29巡目でボストン・レッドソックスから指名され、約1年後の2001年5月27日に契約を結んだ。入団後、マイナーリーグ・ルーキー級のGCL・レッドソックスに所属となり、6試合に先発登板。防御率5.65・0勝1敗・WHIP1.40という成績を記録。また、投球イニングを超える三振を奪い、奪三振率10.7をマークした。
2002年は、A級のオーガスタ・グリーンジャケッツに昇格。全7試合に先発登板して、防御率1.89・0勝4敗・WHIP1.00という成績を残した。
2003年は、A+級のサラソタ・レッドソックスに昇格。2試合に先発登板したが、防御率10.29・0勝1敗・WHIP2.29という成績に終わった。
2004年は、AA級のポートランド・シードッグスとサラソタの2球団でプレー。ポートランドでは14試合全てに先発登板し、防御率6.28・3勝6敗・WHIP1.64という成績を記録。また、サラソタでは7試合に先発登板、3試合にリリーフ登板し、防御率2.70・3勝2敗1セーブ・WHIP1.36という成績だった。2チーム計では、24試合の登板 (うち21試合が先発登板) 防御率4.67・WHIP1.52だった。
2005年は、ポートランドのみでプレー。27試合に登板 (25試合が先発) して防御率4.61・9勝11敗・WHIP1.46という成績を残した。
2006年7月22日のシアトル・マリナーズ戦で、先発投手としてメジャーデビューを果たした。この試合では6回途中まで投げたが、8安打3失点という投球内容で敗戦投手となった。レッドソックスでは、4試合に先発登板と3試合にリリーフ登板して、防御率3.51・1勝3敗・WHIP1.56という成績を残した。なお、同年はマイナーでは、ポータケット・レッドソックス (AAA級) とポートランドの2チームで計22試合に登板。2チーム計で、防御率3.66・10勝9敗・WHIP1.22という成績を記録、メジャー及びマイナーで年間2ケタ勝利を挙げた最初のシーズンだった。
2007年7月16日のカンザスシティ・ロイヤルズ戦では、メジャー初完封を記録。7試合の先発登板で防御率3.73・4勝0敗・WHIP1.12という成績を残していた。また、ポータケットでも14試合に先発登板し、防御率3.24・7勝2敗・WHIP1.21だった。

### レンジャーズ時代
2007年7月31日に、エリック・ガニエとのトレードで、金銭+エンヘル・ベルトレ、デービッド・マーフィーと共にテキサス・レンジャーズへ移籍した。レンジャーズ加入後は、まずまずのピッチングを見せていたが、9月に前腕筋を痛めてDL入りした (DLは当時の呼称) 。移籍後はマイナーでの試合出場はなく、メジャーでの成績は、8試合の先発登板で防御率5.58・2勝1敗・防御率1.56だった。なお、レッドソックス時代との通算では、15試合の先発登板で防御率4.65・6勝1敗・WHIP1.34という成績だった。
2008年は、5月に入って肘痛の影響で調子を崩し、6月にDL入りして遊離軟骨の除去手術を受けた。最終的には、12試合に先発登板して防御率4.82・2勝3敗・WHIP1.84という成績を残した。また、マイナーではAAA級のオクラホマ・レッドホークスとAA級のフリスコ・ラフライダーズで計3試合に先発登板し、防御率4.32・0勝1敗・WHIP1.50という成績だった。

### 2度目のレッドソックス時代
2009年4月23日、レッドソックスに復帰した。同年は、AAA級オクラホマシティ・レッドホークス (先述のオクラホマと同一) 、AA級ポートランド、A級ローウェル・スピナーズの3階級でプレー。通算では10試合の先発登板、5試合のリリーフ登板で、防御率9.60・2勝6敗・WHIP2.70という成績を残した。
2010年は、ポータケットで11試合に登板したが、先発登板は1試合のみだった。同年は、防御率5.65・0勝2敗・WHIP2.23という成績を残したが、7月23日にFAとなった。
2011年以降はメジャー及びマイナーでの登板機会はなく、2012年に現役引退した。

### 現役引退後
引退後は、母校であるロイヤル・パーム・ビーチ高等学校でコーチも務める。

## 詳細情報

### 年度別投手成績
| 年 度     | 球 団     | 登 板 | 先 発 | 完 投 | 完 封 | 無 四 球 | 勝 利 | 敗 戦 | セ 丨 ブ | ホ 丨 ル ド | 勝 率 | 打 者 | 投 球 回 | 被 安 打 | 被 本 塁 打 | 与 四 球 | 敬 遠 | 与 死 球 | 奪 三 振 | 暴 投 | ボ 丨 ク | 失 点 | 自 責 点 | 防 御 率 | W H I P |
| --------- | --------- | ----- | ----- | ----- | ----- | -------- | ----- | ----- | -------- | ----------- | ----- | ----- | -------- | -------- | ----------- | -------- | ----- | -------- | -------- | ----- | -------- | ----- | -------- | -------- | ------- |
| 2006      | BOS       | 7     | 4     | 0     | 0     | 0        | 1     | 3     | 0        | 0           | .250  | 111   | 25.2     | 24       | 0           | 16       | 0     | 0        | 15       | 1     | 1        | 11    | 10       | 3.51     | 1.56    |
| 2007      | BOS       | 7     | 7     | 1     | 1     | 0        | 4     | 0     | 0        | 0           | 1.000 | 165   | 41.0     | 28       | 3           | 18       | 0     | 4        | 29       | 0     | 0        | 17    | 17       | 3.73     | 1.12    |
| 2007      | TEX       | 8     | 8     | 0     | 0     | 0        | 2     | 1     | 0        | 0           | .667  | 179   | 40.1     | 40       | 5           | 23       | 1     | 3        | 26       | 5     | 0        | 25    | 25       | 5.58     | 1.56    |
| '07計     | TEX       | 15    | 15    | 1     | 1     | 0        | 6     | 1     | 0        | 0           | .857  | 344   | 81.3     | 68       | 8           | 41       | 1     | 7        | 55       | 5     | 0        | 42    | 42       | 4.65     | 1.34    |
| 2008      | TEX       | 12    | 12    | 0     | 0     | 0        | 2     | 3     | 0        | 0           | .400  | 263   | 56.0     | 64       | 5           | 39       | 4     | 1        | 33       | 4     | 0        | 36    | 30       | 4.82     | 1.84    |
| 通算：3年 | 通算：3年 | 34    | 31    | 1     | 1     | 0        | 9     | 7     | 0        | 0           | .563  | 718   | 163.0    | 156      | 13          | 96       | 5     | 8        | 103      | 10    | 1        | 89    | 82       | 4.53     | 1.55    |